# Whitefish (Montana)
Whitefish è una città degli Stati Uniti d'America situata nel Montana, nella contea di Flathead.